# Teddy Roosevelt Terrier
Teddy Roosevelt Terrier är en hundras från USA. Rasen har sitt ursprung som lågbent variant av rat terrier. De lågbenta började skiljas från de högbenta på 1990-talet. Teddy Roosevelt Terrier listas av den amerikanska kennelklubben American Kennel Club (AKC) i det preliminära programmet Foundation Stock Service (FSS).